# Świerszczyk Szczęściarz
Świerszczyk Szczęściarz (tytuł oryg. O Grilo Feliz, ang. The Happy Cricket) – brazylijski film animowany z 2001 roku w reżyserii Walbercego Ribasa.

## Opis fabuły
Świerszczyk Christopher mieszka w lesie. Często umila przyjaciołom czas swoją piękną muzyką. Sielskie życie leśnych mieszkańców zakłóca przybycie złego czarnoksiężnika Wartlorda. Zły mag nienawidzi muzyki i zabrania jej wykonywania. Do tego niegodziwiec porywa przyjaciółkę świerszczyka, Lindę. Dzielny Christopher postanawia przeciwstawić się Wartlordowi.

## Obsada
- Sam Riegel – Christopher
- Bob Papenbrook – Wartlord
- Cindy Robinson – Honeydew
- Peter Doyle – Magiczny tukan
- Robert Buchholz – Barnaby
- Dave Mallow – Buffuno
- Steve Staley – Leonardo